# Regering-De Broqueville III
De regering-De Broqueville III (22 oktober 1932 - 17 december 1932) was een Belgische regering. Het was een coalitie tussen de Katholieke Unie (77 zetels) en de Liberale Partij (28 zetels).

## Verloop
Op 18 oktober 1932 nam premier Jules Renkin, onder druk van koning Albert I, ontslag. Hierna nam de meer ervaren Charles de Broqueville de leiding over om het land door de Grote Depressie te loodsen. Ten laatste in mei 1933 moesten er parlementsverkiezingen plaatsvinden. De Broqueville ontbond meteen het parlement en schreef verkiezingen uit voor 27 november 1932. De katholieken en de socialisten kwamen gesterkt uit de verkiezingen, terwijl de liberalen verloren. De socialisten weigerden regeringsdeelname, waarna de katholieken en liberalen hun regering dus verderzetten. Gezien de economische situatie moest deze snel opnieuw aan de slag.  Op 17 december 1932 ontstond er een herschikte regering-De Broqueville IV.

## Samenstelling
De regering-De Broqueville III telde 12 ministers: 7 voor de katholieken en 5 voor de liberalen.
| Ambtsbekleder                    | Ambtsbekleder | Ambtsbekleder                      | Functie                                         | Partij                        |
| -------------------------------- | ------------- | ---------------------------------- | ----------------------------------------------- | ----------------------------- |
|                                  |               | Charles de Broqueville (1860-1940) | Eerste Minister                                 | Katholieke Unie               |
| Minister Landbouw en Middenstand |               | Charles de Broqueville (1860-1940) |                                                 | Katholieke Unie               |
|                                  |               | Paul Hymans (1865-1941)            | Minister Buitenlandse Zaken                     | Liberale Partij               |
|                                  |               | Paul-Emile Janson (1872-1944)      | Minister Justitie                               | Liberale Partij               |
|                                  |               | Georges Theunis (1873-1966)        | Minister Landsverdediging                       | extraparlementair (katholiek) |
|                                  |               | Prosper Poullet (1868-1937)        | Minister Binnenlandse Zaken en Volksgezondheid  | Katholieke Unie               |
|                                  |               | Henri Jaspar (1870-1939)           | Minister Financiën                              | Katholieke Unie               |
|                                  |               | Maurice August Lippens (1875-1956) | Minister Kunsten en Wetenschappen               | Liberale Partij               |
|                                  |               | Gustave Sap (1886-1940)            | Minister Openbare Werken                        | Katholieke Unie               |
|                                  |               | Hendrik Heyman (1879-1958)         | Minister Nijverheid, Arbeid en Sociale Voorzorg | Katholieke Unie               |
|                                  |               | Pierre Forthomme (1877-1959)       | Minister Verkeerswezen                          | Liberale Partij               |
|                                  |               | Paul Tschoffen (1878-1961)         | Minister Koloniën                               | Katholieke Unie               |
|                                  |               | François Bovesse (1890-1944)       | Minister Posterijen, Telegrafie en Telefonie    | Liberale Partij               |